# Sedlo Javoriny
Sedlo Javoriny – przełęcz w Beskidzie Niskim położona na wysokości ok. 570 m n.p.m. pomiędzy szczytami Pstrzyńskiej (629 m n.p.m.) a Beskydu (665 m n.p.m.). Grzbietem, na którym położona jest przełęcz, biegnie granica polsko-słowacka.

## Szlaki turystyczne
- słowacki szlak graniczny
- Sedlo Javoriny - Príkra - Sedlo pod Beskydom